# Hohenems

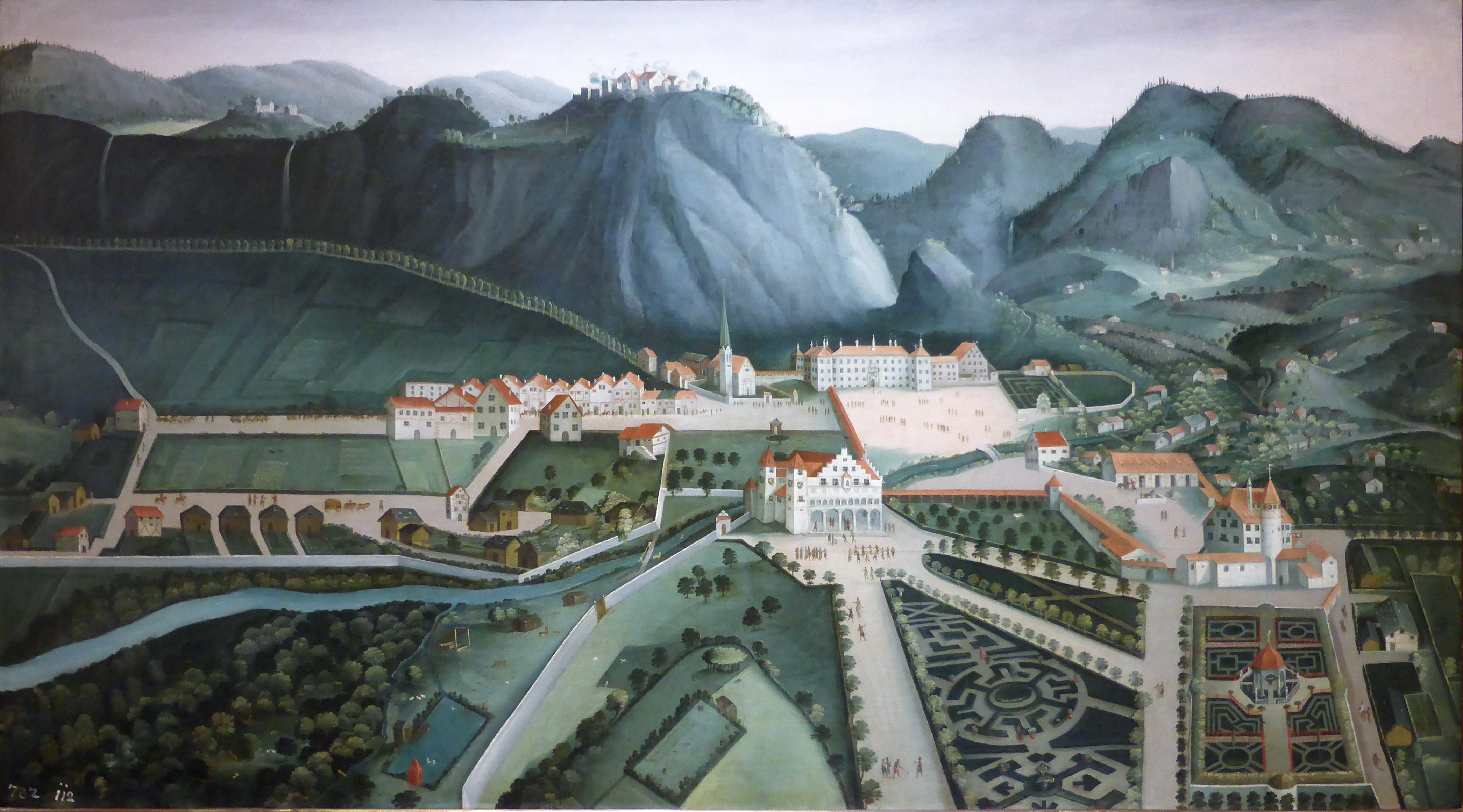
Dipinto del paesaggio del dominio dei conti di Hohenems nel XVII secolo (dalla collezione del castello di Hellbrunn, Salisburgo).

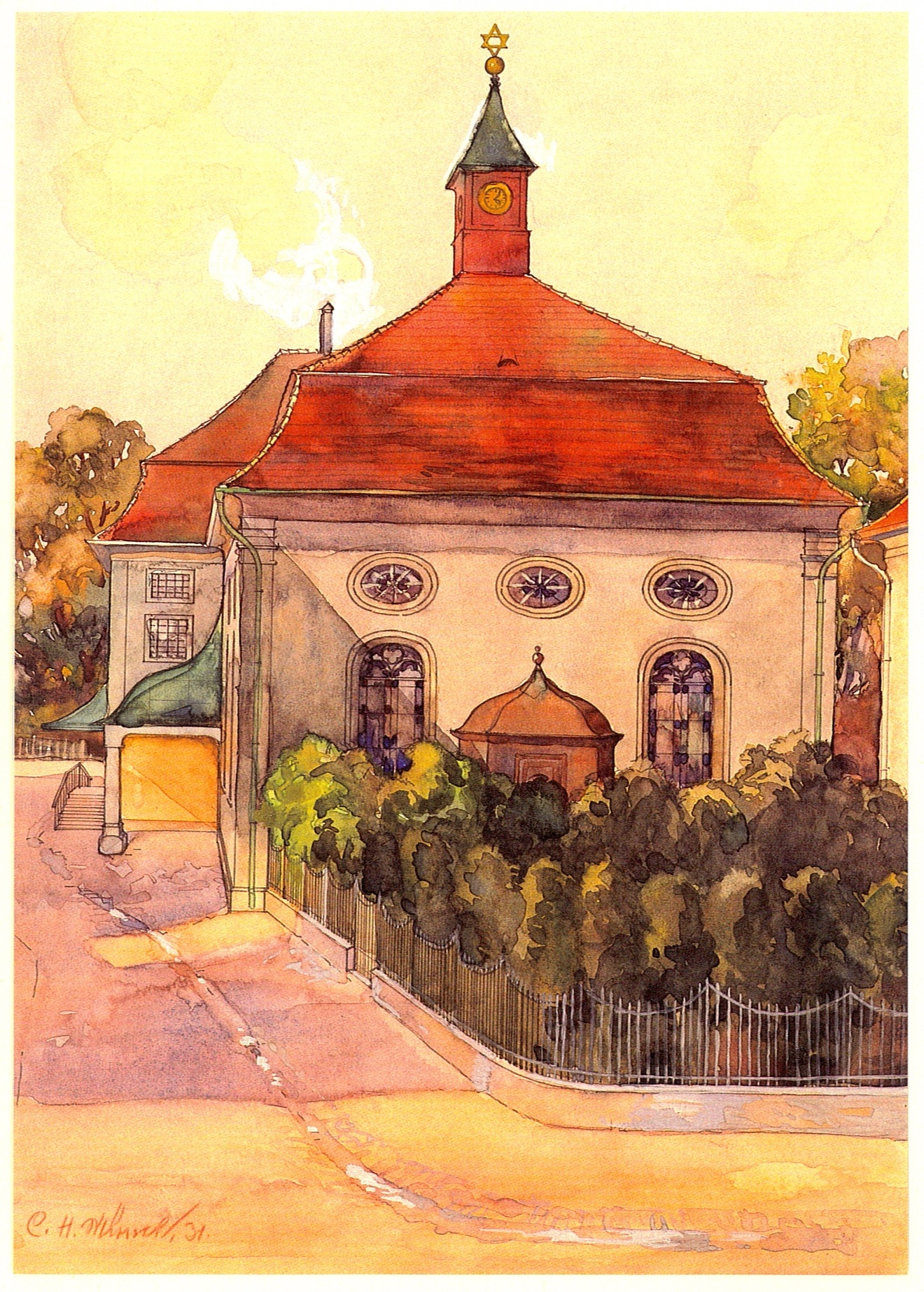
L'antica sinagoga ebraica di Hohenems

Hohenems (in alemanno Ems) è un comune austriaco del Vorarlberg nel distretto di Dornbirn, situato al centro della parte austriaca della valle del Reno. Con una popolazione di 15 200 abitanti, è il quinto comune più grande del Vorarlberg. Le principali attrazioni di Hohenems sono un palazzo rinascimentale risalente al XVI secolo, il Museo Ebraico e il centro storico della città.

## Geografia
La città si trova a 432 metri sul livello del mare, a circa 16 km a sud del Lago di Costanza. Hohenems si estende per 5,5 km da nord a sud e 8,2 km da ovest a est su un'area di 29 chilometri quadrati complessivi, di cui il 42% coperto da foreste. Il fiume Reno a ovest, che fa da confine tra Austria e Svizzera, e le montagne a est rappresentano il punto più stretto della valle austriaca del Reno. La montagna Schlossberg, con i suoi 740 metri di altezza, offre un notevole panorama sul centro della città.

## Storia
L'inizio dell'insediamento nella zona di Hohenems non è noto. Dalla fine del XII secolo il castello di Altems era uno dei più potenti e grandi fra quelli della Germania meridionale. Nel 1333 Hohenems ottenne lo statuto di città, ma questo rimase solo sulla carta perché non furono costruite le mura cittadine. L'imperatore Ferdinando I elevò Hohenems a contea imperiale il 27 aprile 1560.
Con il matrimonio di Wolf Dietrich con Chiara de Medici, i conti di Hohenems entrano in un periodo di prosperità: in seguito all'elezione del fratello di Chiara de Medici al soglio pontificio con il nome di Pio IV, il figlio di Wolf Dietrich, Markus Sitticus III, intraprende la carriera clericale e diventa cardinale a Roma ("Cardinal Altemps") nel 1561. Commissiona così la costruzione del Palazzo Hohenems (arch. Martino Longhi).
Nel XVIII secolo, Hohenems è nota per la scoperta di due manoscritti della Canzone dei Nibelunghi, che furono trovati nel 1755-1779 nella biblioteca del palazzo. Nel 1765 la contea di Hohenems fu acquisita dall'Austria. Gli Asburgo governarono la contea di Hohenems alternativamente dal Tirolo e dall'Austria anteriore (Freiburg im Breisgau).

### Eredità ebraica
Nel 1617 una lettera di protezione del conte Kaspar von Hohenems pose le basi legali per l'insediamento di famiglie ebree e la creazione di una comunità ebraica. Il conte sperava che questo avrebbe dato impulsi economici al suo mercato. Nel XVII secolo ci furono delle espulsioni, ma dopo che le famiglie ebree furono autorizzate a tornare, la comunità ebraica fiorì. Furono costruiti una sinagoga, un bagno rituale (Mikveh) e un ospizio per i poveri, e fu anche istituito un cimitero.
Nel 1797 Herz Jakob Kitzinger, nativo di Augusta, fondò il primo caffè del Vorarlberg. La "Kaffeehaus Kitzinger" divenne presto un luogo di incontro per vari club sociali israeliti e nel 1813 alcuni cittadini ebrei vi fondarono una società di lettura. Fino alla prima metà del XIX secolo la comunità crebbe continuamente e il numero di abitanti ebrei raggiunse il suo massimo nel 1862 con 564 persone. Le riforma costituzionale del 1867 e la relativa libera scelta del luogo di residenza per gli ebrei portarono poi ad un forte esodo verso le città circostanti, tanto che nel 1890 solo 118 ebrei vivevano nella città.
Nel 1935 la comunità ebraica contava solo 35 membri. Nel 1938, dopo l'annessione dell'Austria al terzo Reich, la proprietà ebraica fu "arianizzata" dal comune di Hohenems. A ciò seguì la dissoluzione forzata della comunità religiosa nel 1940 e la deportazione dei membri della comunità nei campi di sterminio e di concentramento. Frieda Nagelberg fu l'ultima ebrea ad essere deportata dal Vorarlberg il 25 febbraio 1942.
Dopo la fine della seconda guerra mondiale nel 1945, nessuno degli ex membri della comunità ebraica face ritorno.
Dopo il 1945 la comunità di Hohenems acquistò la proprietà della sinagoga dall'IKG di Innsbruck per convertirla in una stazione dei pompieri. La casa del rabbino accanto fu demolita. Grazie al grande impegno della comunità religiosa di San Gallo è stato possibile evitare che le lapidi fossero rimosse dal cimitero e che i vecchi cedri fossero trasformati in matite. Il cimitero stesso avrebbe dovuto essere utilizzato per piantare alberi di Natale. (Dreier 1988: 232 s.)

## Cultura
La seconda città più piccola del Vorarlberg dopo Bludenz offre una vasta gamma di attività culturali e offre diverse attrazioni.

### Musei

#### Museo ebraico Hohenems

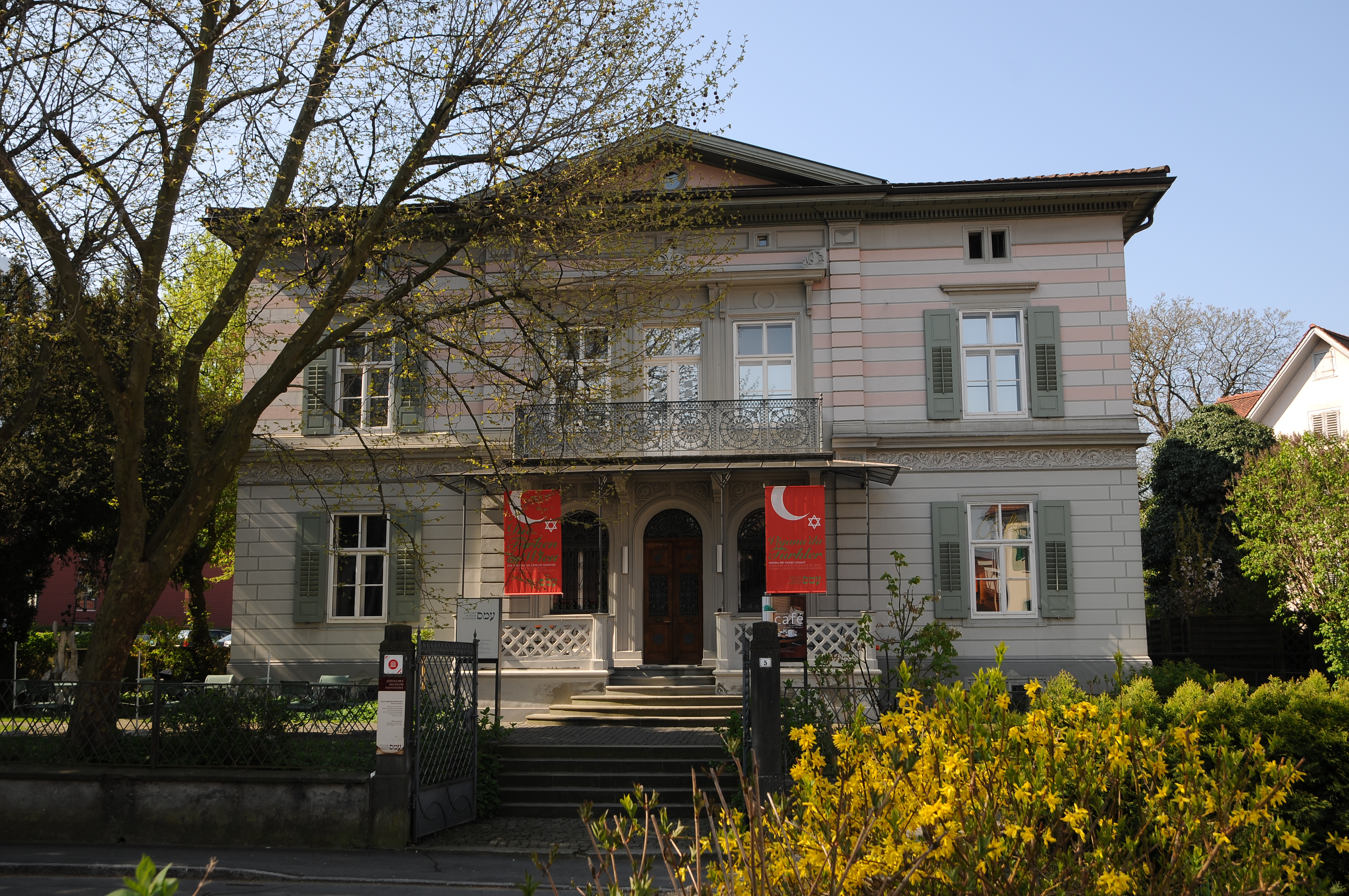
Museo ebraico a Hohenems

Il Museo Ebraico Hohenems è un museo regionale con un fascino internazionale. Commemora la comunità rurale ebraica di Hohenems e i suoi molteplici contributi allo sviluppo del Vorarlberg e delle regioni circostanti. Gli eventi del museo trattano del presente ebraico in Europa, nella diaspora e in Israele, così come le questioni del futuro della società europea dell'immigrazione.

#### Musei della musica
In connessione con il festival musicale Schubertiade, che è stato qui fondato, sono nati alcuni musei che si occupano dei diversi aspetti della musica eseguita in questa zona. Il Museo Schubertiade e il Museo Franz Schubert sono dedicato agli sforzi dei posteri per ritrovare le opere e la persona del compositore viennese Franz Schubert. Il Dreimäderlhaus Museum, basato sull'omonima operetta del 1916, esplora le leggende e le curiosità prodotte dallo studio di Schubert. L'Elisabeth Schwarzkopf Museum è dedicato a uno dei più importanti soprani del XX secolo, Elisabeth Schwarzkopf. Il Musik- und Schallplatten-Museum Walter Legge presenta documenti originali dell'ampio archivio di uno dei più importanti produttori di dischi di musica classica.

#### Museo di Hohenems e Museo Nibelungico
Questo museo riguarda la storia della città, compresa la scoperta dei manoscritti (C e A) dei Nibelunghi alla fine del XVIII secolo. Il piccolo museo si concentra sulla grande opera di Wagner e su altre importanti realizzazioni del tema del Nibelungo per il teatro e il cinema. La prima tipografia del Vorarlberg si trovava sul sito di questo museo, dove la Emser Chronik fu prodotta nel 1616 come primo libro stampato nel Vorarlberg.

#### Museo Segheria Stoffels
Il museo Stoffels Säge-Mühle si trova in una zona industriale storica che fu menzionata per la prima volta nei documenti già nel 1626. Dal 1835 l'edificio, che all'epoca ospitava già due seghe azionate da ruote idrauliche, è di proprietà della famiglia Amann. Su una superficie di 600 m², il museo documenta 2000 anni di tecnologia e lo sviluppo di mulini e segherie fino ai giorni nostri. Si compone di due parti:
- il museo all'aperto con un mulino storico e attrezzi antichi.
- il museo del mulino, che ospita 35 fresatrici a partire dal 1880 fino ai mulini controllati da computer degli anni 1990.

#### Il museo Alte-Zeiten
L'associazione promotrice dell'Alte-Zeiten-Museum ha ristrutturato la casa di legno in Sägerstraße 5, che è stata datata al 1602 per mezzo della dendrocronologia. Il piccolo museo storico - aperto nell'aprile 2016 - mostra la storia della casa e fa luce sulla vita a Hohenems all'inizio del XVII secolo. Nel giardino si possono trovare vecchie piante utili.

#### L’arca di Noè - Collezione Arte e Natura
Da maggio 2019, il museo privato nel giradino Bäumler Park espone due collezioni di Hans Bäumler di Ingolstadt. In una ex fabbrica tessile della sua famiglia, sono esposti esemplari di animali, come farfalle, selvaggina, albini, così come fossili e minerali di diversi paesi, ma anche dipinti. Del periodo tardo-romantico del XIX secolo, sono esposti dipinti di Waldmüller e Spitzweg, così come opere di impressionisti e post-impressionisti francesi e tedeschi, come Manet, Monet, Renoir, Gauguin, Liebermann. 107 opere formano un panorama di 130 anni di storia dell'arte, la più recente è una natura morta di Picasso del 1945/46.

## Monumenti e luoghi d'interesse

### Architetture civili

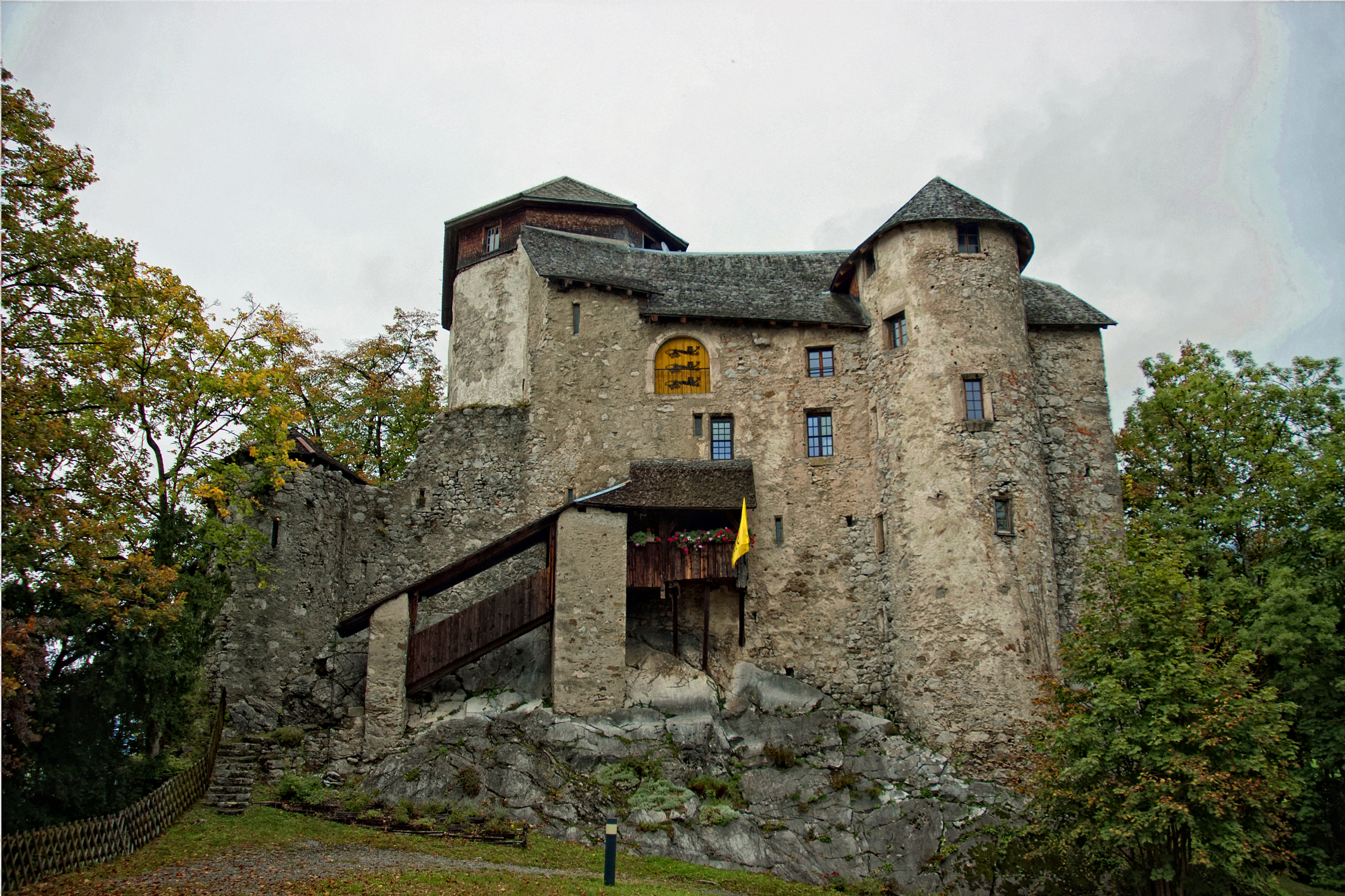
Castello di Neu-Ems (Castello di Globber)
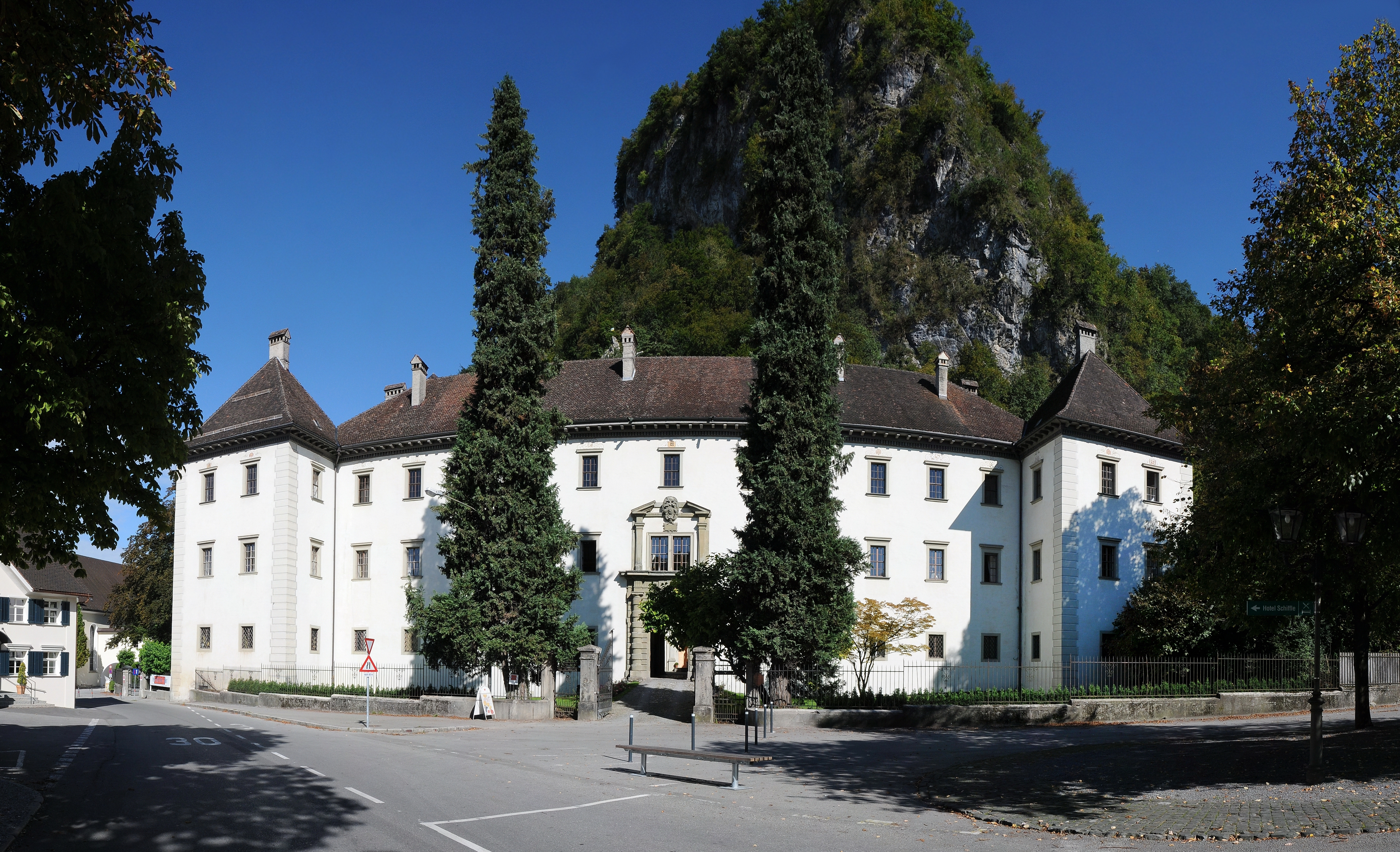
Palazzo Hohenems
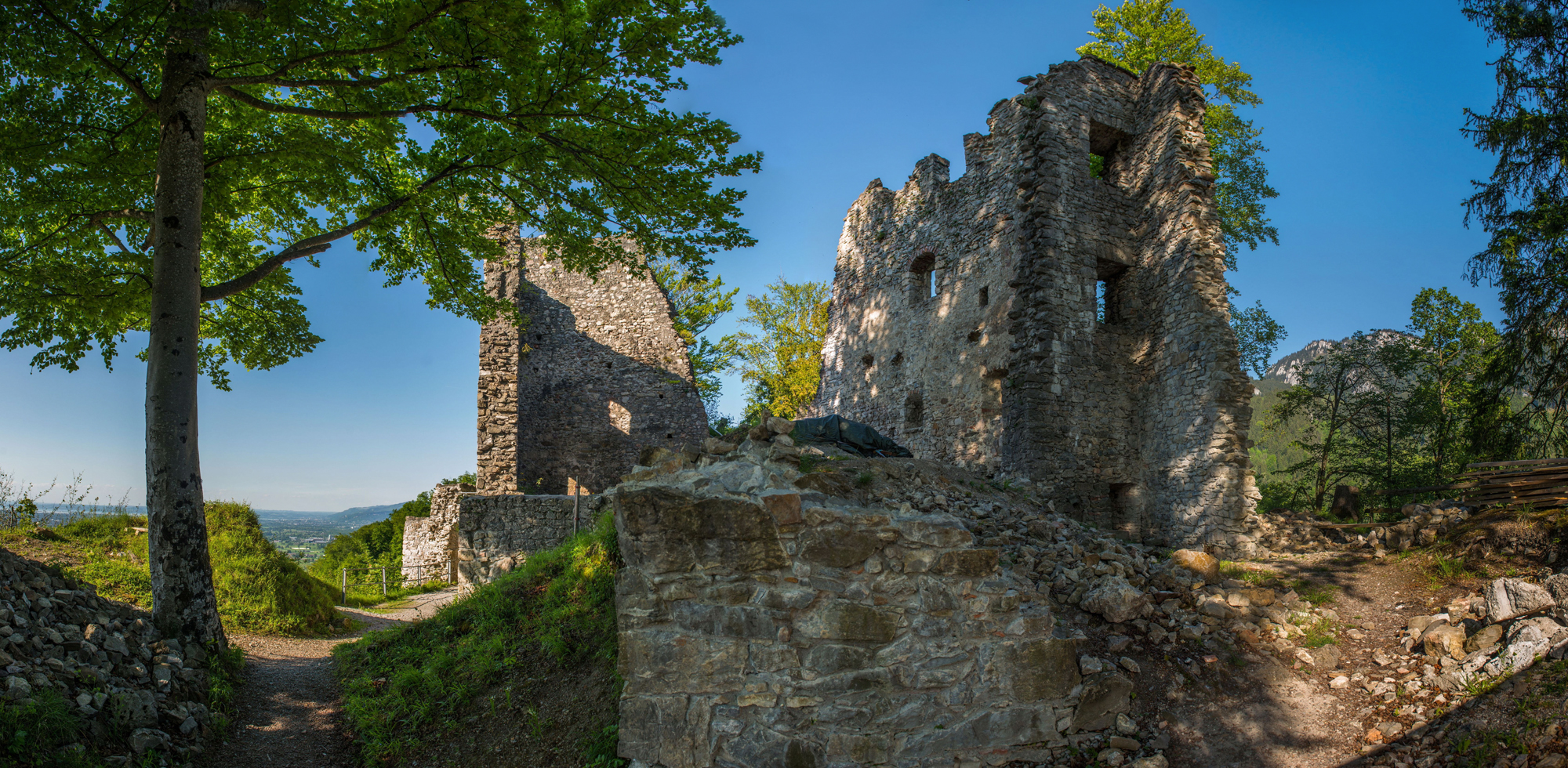
Le rovine del castello di Alt-Ems

#### Le rovine dell'Alt-Ems
Con sette porte, un ponte levatoio e 47 stanze, il complesso del castello di Alt-Ems era una volta uno dei più grandi complessi di castelli della Germania meridionale. A 740 metri sul livello del mare, circa 300 metri sopra la valle del Reno, il castello aveva originariamente una lunghezza di 800 metri e una larghezza fino a 85 metri. Nel cortile interno del castello, il leggendario Konradsbrunnen è ancora visibile.

#### Castello di Glopper (Castello di Neu-Ems)
Nel 1343, il cavaliere Ulrich I von Ems costruì un nuovo castello sul crinale della valle del Reno a Emsreute, vicino alla sua fortezza di Alt-Ems, per fornire alla sua numerosa famiglia una casa permanente in tempi difficili. Il castello di Neu-Ems, conosciuto anche come il castello di Glopper e Glopper in breve nel vernacolo, consiste in un insieme uniforme di edifici che comprende un castello alto su piccola scala con un baluardo simile a un torrione e un palazzo annesso e un castello esterno più basso. Nel 1843 il castello passò a Clemens Waldburg-Zeil-Lustenau-Hohenems e da allora è in possesso della famiglia Waldburg-Zeil.

#### Palazzo Hohenems (Palast Hohenems)
Il Palazzo Hohenems, castello residenziale già dimora dei conti von Ems zu Hohenems fu progettato e costruito da Martino Longhi tra il 1562 e il 1567. All'interno della biblioteca del castello nel corso del XVIII secolo furono trovati due dei tre più importanti manoscritti della Canzone dei Nibelunghi. Il Palazzo Hohenems è il più importante edificio rinascimentale dell'Austria occidentale. È ancora oggi abitato e utilizzato per eventi e gastronomia.

#### Vecchio Municipio(Altes Rathaus)
Il vecchio municipio si trova nella parte più antica di Hohenems, nella Sägerstraße in direzione di Emsreute, ed è stato sede del municipio dal 1637 al 1830. L'edificio, noto anche come Cancelleria, è di proprietà della città ed è classificato come edificio storico.

#### Sala Markus Sittikus
Questo edificio, costruito nel 1913 su progetto dell'architetto Hanns Kornberger, è stato utilizzato come palestra per novant’anni. Durante l'ultima ristrutturazione è stato trasformato in sala da concerto e utilizzato per la prima volta nel 2005 durante le Schubertiadi Vorarlberg. La sala prende il nome da Markus Sittikus von Hohenems, che fu principe arcivescovo di Salisburgo dal 1612 al 1619.

### Architetture religiose

#### Sala-Salomon-Sulzer (ex sinagoga)

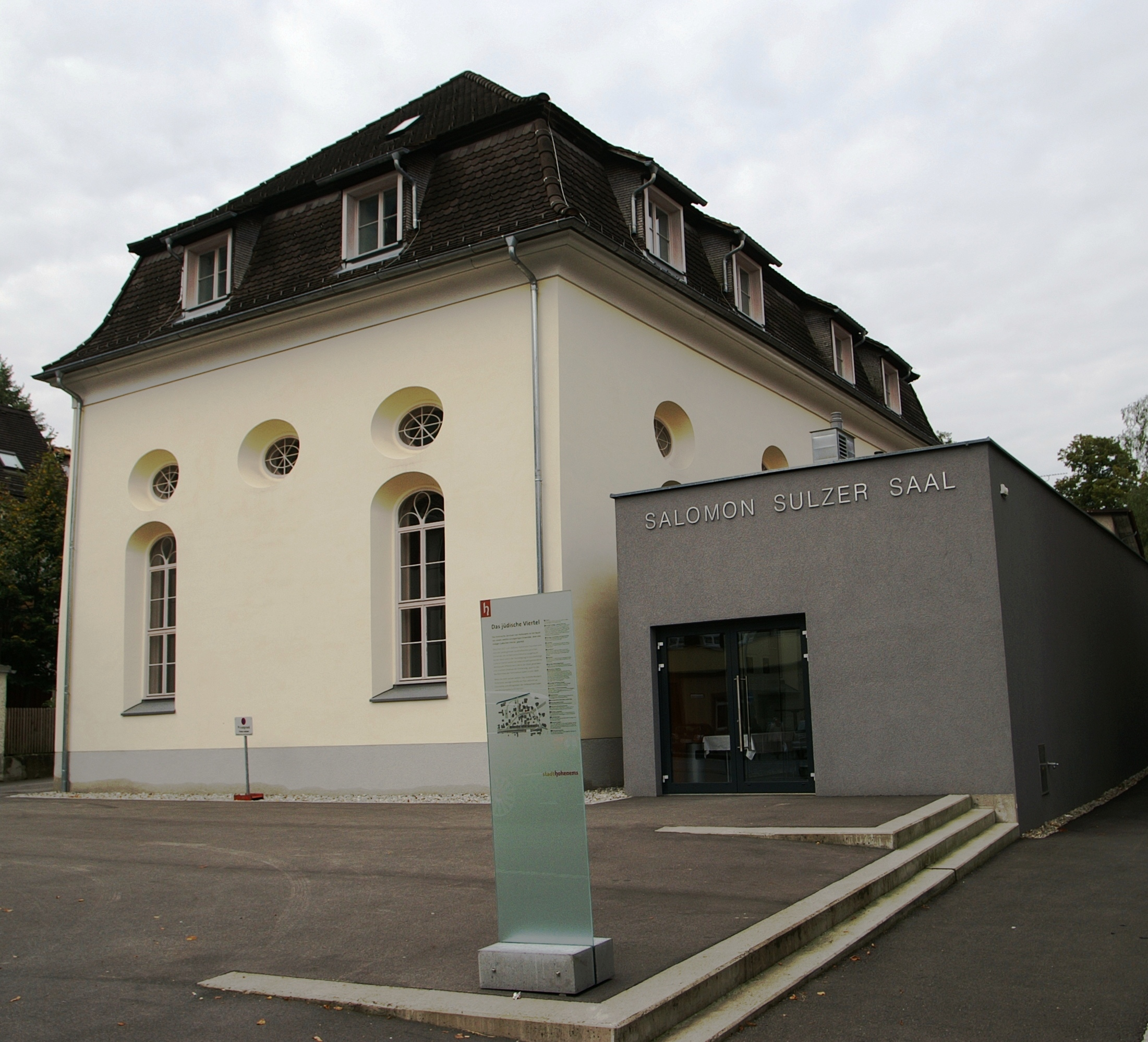
Sala-Salomon-Sulzer

Tra il 1770 e il 1772 l'edificio di culto a volta alta fu costruito in stile tardo barocco su progetto del capomastro del Bregenzerwald Peter Bein. Si trattava di uno dei più importanti edifici sinagogali della regione del Lago di Costanza. Tra il 1863 e il 1867 l'interno della sinagoga fu ricostruito e fu aggiunta una torre con orologio a suoneria.
Durante la notte del pogrom del 9 novembre 1938, la sinagoga fu risparmiata da attacchi violenti, ma gli oggetti rituali furono confiscati pochi giorni dopo e scomparvero. Dopo lo scioglimento forzato della comunità ebraica, l’edificio fu rilevato dal comune di Hohenems nel settembre 1940. Dopo il 1945 la sinagoga fu restituita alla Comunità ebraica di Innsbruck da parte dell'amministrazione francese. In seguito, il comune di Hohenems acquistò l'edificio dalla comunità religiosa. Fu trasformata nel 1954/55 in una stazione dei vigili del fuoco e utilizzata come tale fino al 2001.
Nel 2003/2004, l'ex sinagoga è stata ristrutturata sotto la direzione degli architetti Ada e Reinhard Rinderer, ripristinando gran parte del suo aspetto originale. Dopo oltre 60 anni, il 22 luglio 2004 si è tenuto per la prima volta lo shabbat ebraico nell'ex sinagoga. L'inaugurazione ufficiale è avvenuta il 21 maggio 2006, effettuata congiuntamente dal rabbino Hermann Schmelzer (Comunità ebraica di San Gallo), dal pastore Thomas Heilbrun (Parrocchia di San Carlo) e dall'imam Samir Redzepovic, rappresentante della comunità religiosa islamica, alla presenza di alcuni discendenti di cittadini ebrei.
Oggi l'edificio porta il nome di Salomon-Sulzer-Saal, dal nome del famoso cantore e cittadino della città, ed è a disposizione del pubblico come sala per eventi e come parte della scuola di musica.

#### Cimitero ebraico di Hohenems
Il cimitero ebraico si trova nella periferia meridionale della città. Il cimitero fu costruito nel 1617 in occasione dell'insediamento degli ebrei a Hohenems.

## Geografia antropica
Hohenems è divisa nei seguenti quartieri:
- Markt (centro)
- Oberklien e Unterklien (nord)
- Hohenems-Reute (est)
- Schwefel (sud)
- Herrenried (ovest)

È circondato da altri sei comuni: 
- Lustenau e Dornbirn nel distretto di Dornbirn (nord ed est)
- Fraxern, Götzis e Altach nel distretto di Feldkirch (sud)
- Diepoldsau nel cantone svizzero di San Gallo (ovest).

## Amministrazione

### Gemellaggi
- Bystré, dal 1997
- Polička, dal 1997
- Ostfildern, dal 2009

## Altro
L’imperatore d’Austria-Ungheria portava anche il titolo di “conte di Hohenems” (vedi Grande titolo dell’imperatore d’Austria). L’imperatrice Elisabetta di Baviera (meglio conosciuta come “Sissi” o “Sisi”) viaggiava anche in incognito come “contessa di Hohenems” (i biglietti da visita corrispondenti sono sopravvissuti), anche al momento del suo assassinio a Ginevra.

## Sport
La locale squadra di football americano, i Cineplexx Blue Devils, ha vinto una CEFL Cup.